# Ensayo de un ballet en el escenario
Ensayo de un ballet en el escenario (en francés: Répétition d'un ballet sur la scene) es una pintura al óleo de 1874 del pintor impresionista francés Edgar Degas. Es una de las muchas obras que Degas realizó con el ballet como tema. El conde Isaac de Camondo, un destacado coleccionista de arte impresionista, legó la pintura al Museo del Louvre en 1911. La obra se encuentra en el Museo de Orsay desde 1986.

## Contexto
A su muerte en 1917, Degas dejó casi 300 cuadros con el ballet como tema, de una obra de unas 1200 obras en total. El ballet en la época de Degas aún no había alcanzado la etapa de innovación artística que fue iniciada en 1910 por los Ballets Rusos en particular, pero todavía estaba fuertemente influenciado por el Romanticismo de la primera mitad del siglo XIX. La ropa ligera y el baile en puntas sugerían una idea de ingravidez y gracia, acorde con figuras románticas como elfos, hadas y fantasmas. Después de que el ballet romántico pareció perder popularidad a partir de 1860, hubo un fuerte resurgimiento en la década de 1870, en parte bajo la influencia de la música de Piotr Ilich Chaikovski.

## El tema de la bailarina
Convertirse en bailarina era el sueño de muchas niñas a finales del siglo XIX, especialmente en París. Para los grandes ballets de esa época, se seleccionaron las chicas más bellas, a menudo a una edad muy temprana, y de orígenes humildes en muchos casos, pues para ellas significaba una oportunidad. Para muchos hombres de la época, el ballet tenía un atractivo sensual y erótico, especialmente por todas esas jóvenes que flotaban por el escenario con vaporosas faldas cortas. Era una forma permisible de voyerismo, en un momento en que a las mujeres no se les permitía mostrar gran parte de sus cuerpos.

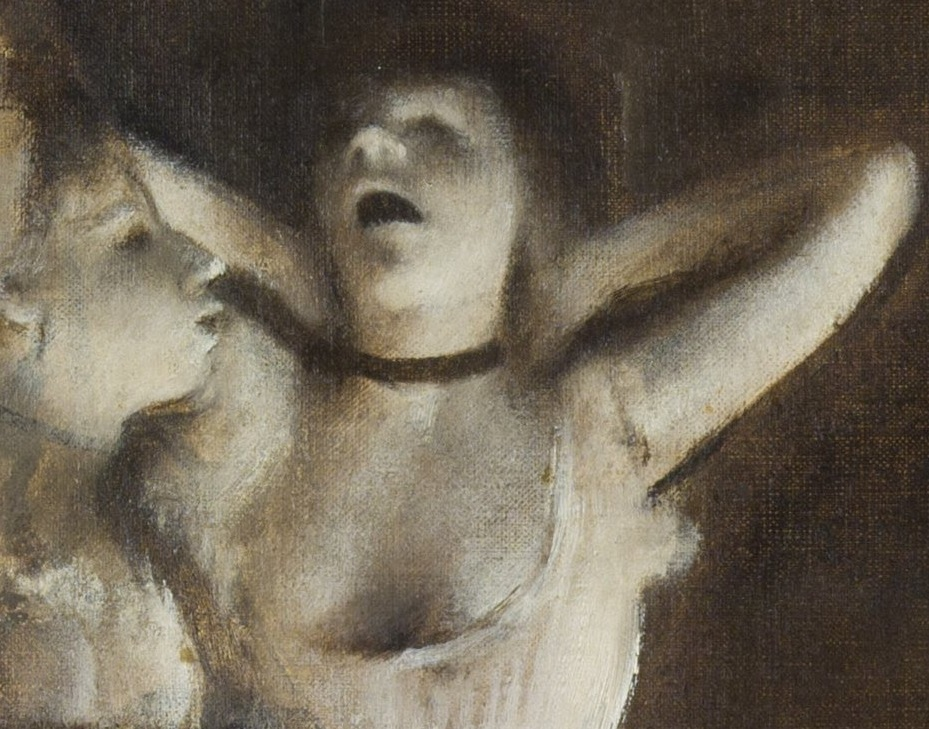
Detalle: Soñando, bostezando....

Para muchas bailarinas, el ballet a menudo ofrecía una salida a la pobreza, no a través del baile, sino principalmente a través de la atención de admiradores adinerados. Las biografías de bailarinas de esa época están llenas de nombres de mecenas adinerados, que a menudo tenían una bailarina como amante. Llamar la atención de clientes distinguidos era a menudo una gran fuente de rivalidad entre bailarinas, al igual que ganar papeles importantes en la interpretación.

## Imagen
Ensayo de un ballet en el escenario muestra a un grupo de bailarinas anónimas reunidas en un escenario preparándose para una actuación. Una luz cálida y envolvente llega al escenario desde el frente y abajo, lo que puede ser una indicación de que se trata de un ensayo general. Las bailarinas claramente no han comenzado a la hora que se muestra. Algunas todavía alisan sus tutús, otras están probando con cautela sus primeros pasos. En el lateral del escenario se sienta una figura a horcajadas sobre una silla del revés que puede ser el director del teatro o el patrón de una de las chicas. Sucedía a menudo en ese momento que los amigos del director del teatro o personas importantes eran invitados a asistir a los ensayos. Degas mismo también realizó numerosos bocetos por invitación durante las sesiones de práctica.
El teatro representado ha sido identificado como la Grande Opéra en la Rue de Peletier, que fue destruida por un incendio antes de que se completara la pintura a fines de 1873. Típico de ese teatro eran los palcos directamente encima del escenario, que se pueden ver sobre el caballero sentado. La proximidad era más importante para muchos espectadores durante las representaciones de ballet que una buena visión general. Detrás de los palcos había pequeños salones que podían cerrarse con cortinas.

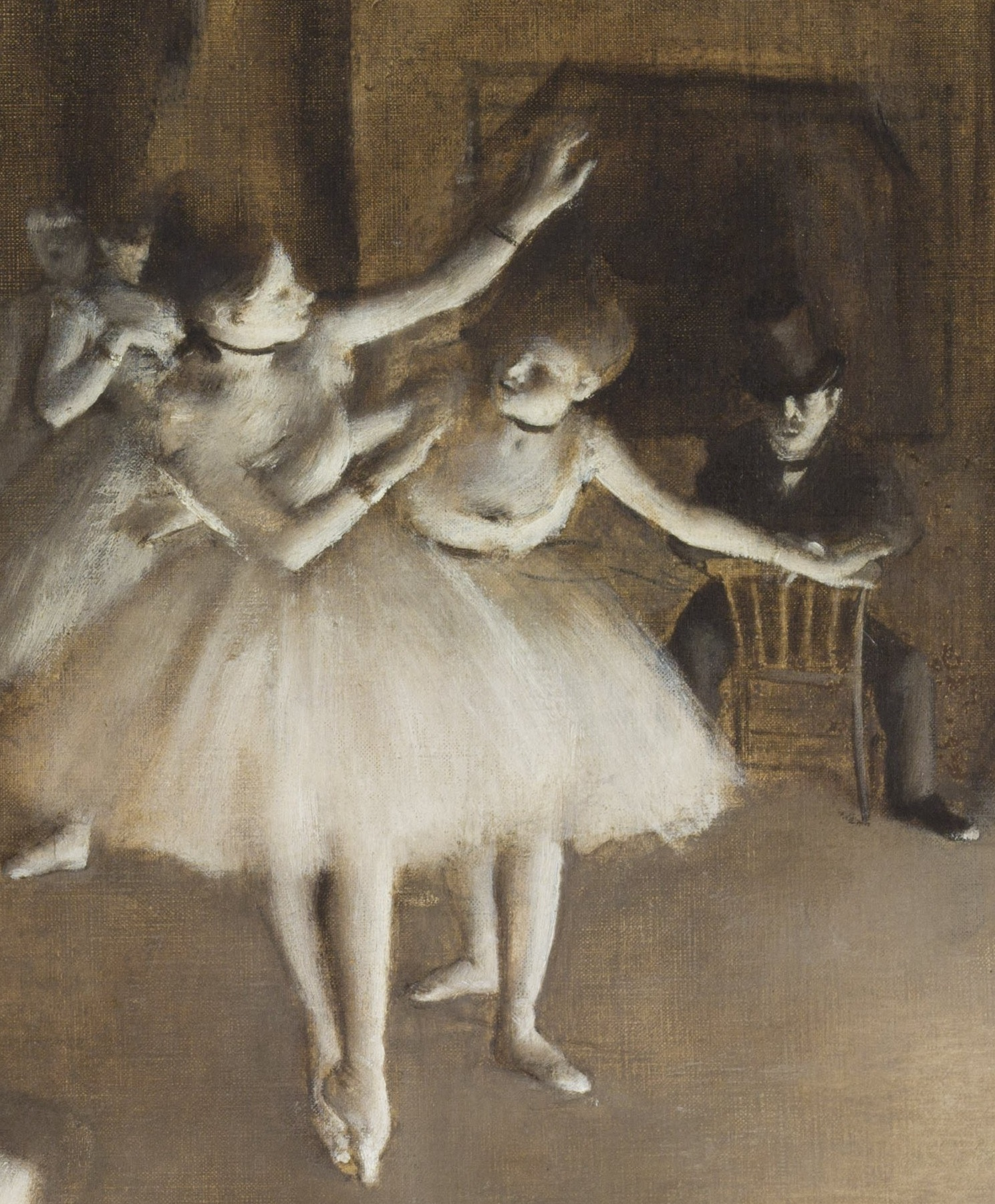
Detalle: un caballero sentado a horcajadas sobre una silla al revés mira a las bailarinas.

## Elaboración
Degas realizó los bocetos a partir de los cuales pintó Ensayo de un ballet en el escenario desde uno de esos palcos en el teatro. Tenía casi cuarenta años en ese momento, pero en realidad no se le conocía como un patrón habitual o un amante de las bailarinas. Por lo general, llevaba una vida de solterón retraído. Degas también estaba menos interesado en las bailarinas individualmente, pero mucho más en sus movimientos y gestos. Las expresiones faciales de las chicas del cuadro son, por tanto, pálidas, vagas y anónimas. Degas presta especial atención a lo que hacen más o menos inconscientemente en momentos en los que no estaban actuando o estaban concentradas en la práctica. Esta atención al 'momento de descuido' se refleja en gran parte del trabajo de Degas, por ejemplo, en las obras en las que las mujeres se peinan, visten, se bañan, etc.
"Las mujeres que pinto", dijo una vez Degas, "son personas sencillas, agradables, que no piensan en nada y solo se preocupan por ellas mismas y sus propios cuerpos". Describió muchas de sus obras como "mirar a través del ojo de una cerradura". También se observa esta idea en Ensayo de un ballet en el escenario: las chicas bostezan, se rascan, se estiran, se preocupan por ellas mismas por un rato ya que saben que los ojos del público aun no están sobre ellas. Para Degas, estos movimientos tenían su propia gracia, incluso más que cuando realmente bailaban. Le da al espectador la oportunidad de mirar en secreto.

## Composición
El fondo y el suelo de madera del escenario se han mantenido deliberadamente planos y neutros en esta pintura. Para Degas, estos banales elementos neutros equivalen al resto de la composición. Los grupos de bailarinas y el fondo de la escena forman una elipse imaginaria con una bailarina aislada en un banco en primer plano y el hombre sentado, colocados en los puntos focales de la elipse. Esta construcción imaginaria mantiene unida toda la obra y forma un elemento vinculante.